# César Alvarenga
César Alvarenga (m. 24 de junio de 2018) fue un político paraguayo, que ocupó el cargo de gobernador del Departamento de San Pedro de 1998 a 1999. Fue destituido en el 2000 por presuntas irregularidades en su gestión. Un caso que fue sobreseído en 2003. También fue intendente y concejal municipal de Choré.
Alvarenga, que sufría de problemas de salud, murió en su casa de Choré a causa de un infarto.